# Mecometopus aurantisignatus
Mecometopus aurantisignatus är en skalbaggsart som beskrevs av Dmytro Zajciw 1964. Mecometopus aurantisignatus ingår i släktet Mecometopus och familjen långhorningar. Inga underarter finns listade i Catalogue of Life.